# لويز هنريكي فيريرا دي مينيزيس
لويز هنريكي فيريرا دي مينيزيس (بالبرتغالية: Luiz Henrique Ferreira de Menezes) هو لاعب كرة قدم برازيلي في مركز الوسط، ولد في 5 سبتمبر 1943 في ريو دي جانيرو في البرازيل. لعب مع نادي فلومينينسي.